# Катерина Фонсека
Катерина Фонсека (Остроушко) (нар. 19 січня 1991, Єнакієве, Донецька область) — українська телеведуча, продюсерка, менеджерка з медіа-індустрії.

## Життєпис

### Ранні роки та освіта
Катерина Фонсека народилася 19 січня 1991 року в місті Єнакієве Донецької області.
Дитинство провела в Донецьку.
Навчалася в Харківському національному університеті ім. Каразіна на факультеті філології. На другому курсі перейшла на заочну форму навчання та повернулась до Донецька.

### Кар'єра
У 2010 році у віці 19 років почала телевізійну кар'єру на донецькому телеканалі «Перший муніципальний» як журналіст програми «ВУЗ-TV».
У 2011 починає працювати журналістом комерційних проєктів телеканалу «Донбас» (Медіа Група «Україна»). Через півроку дебютувала в ролі ведучої прямого ефіру програми «Час новин Донбасу». Через деякий час стала ведучою телепроєкту «Ти понад усе» — щоденного жіночого ток-шоу в прямому ефірі (2012—2014).
У 2012 році зайняла посаду продюсера відділу власного виробництва телеканалу «Донбас», в 2014 році — посаду провідного продюсера.
Після переїзду телеканалу до Києва, в зв'язку з військовими діями на сході України в 2014 році, стала ведучою і продюсером соціально-політичної телепрограми «Всім світом» (2014—2015 рр).
У 2016 році очолювала пресслужбу президента холдингової компанії System Capital Management Ріната Ахметова.
У 2016 році стала членом Наглядової ради медіа-групи «Україна».
До 2019 року залишалася особистим прессекретарем Ріната Ахметова, а також медійним функціонером.

## Особисте життя
Навесні 2018 року вийшла заміж за португальського футбольного тренера Паулу Фонсека і змінила прізвище.
Навесні 2019 року в пари народився син Мартін.
Влітку 2019 року сім'я переїхала до Риму, де Паулу Фонсека з початку футбольного сезону 2019/2020 очолив італійську «Рому».